# Малиновка (Алейський район)
Мали́новка (рос. Малиновка) — село у складі Алейського району Алтайського краю, Росія. Адміністративний центр та єдиний населений пункт Малиновської сільської ради.

## Населення
Населення — 386 осіб (2010; 612 у 2002).
Національний склад (станом на 2002 рік):
- росіяни — 92 %